# إستاي (تايباد)
إستاي (بالفارسية:روستای استای) هي إحدى القری التابعة لـ ريف كوهسنقي في قسم ميان ولايت من مقاطعة تايباد، في محافظة خراسان رضوي الإيرانية.

## السكان
- حسب إحصاءات سنة 2006، بلغ إجمالي السكان في هاذهي القرية الإيرانية 2790 نسمة وعدد المساكن 611 مسكن.[1]

## وصلات خارجية
- إدارة مقاطعة تايباد
- بلدية تايباد
- إدارة تعليم تايباد